# سوپر (فیلم ۲۰۱۷)
سوپر یا فوق‌العاده (به انگلیسی: The Super) فیلمی محصول سال ۲۰۱۷ و به کارگردانی استیفن ریک است. در این فیلم بازیگرانی همچون پاتریک فولوگر، وال کیلمر، لوئیسا کراوس، پل بن-ویکتور و یول وازکوئز ایفای نقش کرده‌اند.